# هنري تي وينشتاين
هنري تي وينشتاين (بالإنجليزية: Henry T. Weinstein)‏ هو منتج أفلام أمريكي، ولد في 12 يوليو 1924 في بروكلين في الولايات المتحدة، وتوفي في 17 سبتمبر 2000.

## وصلات خارجية
- هنري تي وينشتاين على موقع IMDb (الإنجليزية)
- هنري تي وينشتاين على موقع ألو سيني (الفرنسية)
- هنري تي وينشتاين على موقع أول موفي (الإنجليزية)
- هنري تي وينشتاين على موقع قاعدة بيانات الأفلام السويدية (السويدية)
- هنري تي وينشتاين على موقع قاعدة بيانات الفيلم (الإنجليزية)
- هنري تي وينشتاين على موقع كينوبويسك (الروسية)